# Francuska Polinezija na Svjetskom prvenstvu u atletici 2015.
Francuska Polinezija se na Svjetskom prvenstvu u atletici 2015. u Pekingu natjecala od 22. do 30. kolovoza s jednim predstavnikom u utrci na 100 metara.

## Rezultati

### Muškarci

#### Trkačke discipline
| Atletičar      | Disciplina | Kvalifikacije | Kvalifikacije | Završnica             | Završnica             |
| Atletičar      | Disciplina | Rezultat      | Plasman       | Rezultat              | Plasman               |
| -------------- | ---------- | ------------- | ------------- | --------------------- | --------------------- |
| Gregory Bradai | 100 metara | 11.29 PB      | 19.           | Nije se kvalificirao. | Nije se kvalificirao. |